# Erik Klem
Erik Walther Klem (født 25. juli 1886 i Tikøb, død 28. april 1965 i København) var en dansk gymnast, som deltog i de olympiske mellemlege 1906. 
Ved legene vandt han sammen med 17 andre danske deltagere sølvmedalje i holdgymnastik, I konkurrencen deltog seks hold, og vindere blev Norge med 19,00 point, mens danskerne fik 18,00 og et italiensk hold fra Pistoja/Firenze vandt bronze med 16,71 point.
Hans bror, Harald Klem, deltog på samme hold ved legene.